# Gruberhörndl
Das Gruberhörndl ist ein 1493 m ü. NHN hoher Gipfel der Chiemgauer Alpen in Oberbayern.

## Lage
Das Gruberhörndl liegt auf der Grenze der Gemeinden Schneizlreuth im Landkreis Berchtesgadener Land und Inzell im Landkreis Traunstein. Der Gipfel gehört zum Südwestausläufer des Gebirgsstocks Staufen und ist geologisch den Nördlichen Kalkalpen zugeordnet.

## Zugänge und Touren
Das Gruberhörndl ist aus mehreren Richtungen zu erwandern. Das letzte Stück zum Gipfel ist sehr felsig und steil und erfordert unbedingte Trittsicherheit und Schwindelfreiheit.
- vom Wanderparkplatz Jochberg über die Kohleralm (ab der Kohleralm ohne Ausschilderung, jedoch mit Markierung grün-weißer Punkt); Auf- und Abstieg etwa 11,5 km, 4 Std.[3]
- von Weißbach an der Alpenstraße über den Weittalsteig, Abstieg über die Kohleralm und die Weißbacher Himmelsleiter; etwa 14,9 km, 6:15 Std.[4]
- Aufstieg vom Parkplatz Einsiedl über die Kohleralm; etwa 5 km, 2:30 Std.
- Abstieg nach Zwing über den Koialuweisteig; etwa 7 km, 2:30 Std.[5]

## Sonstiges

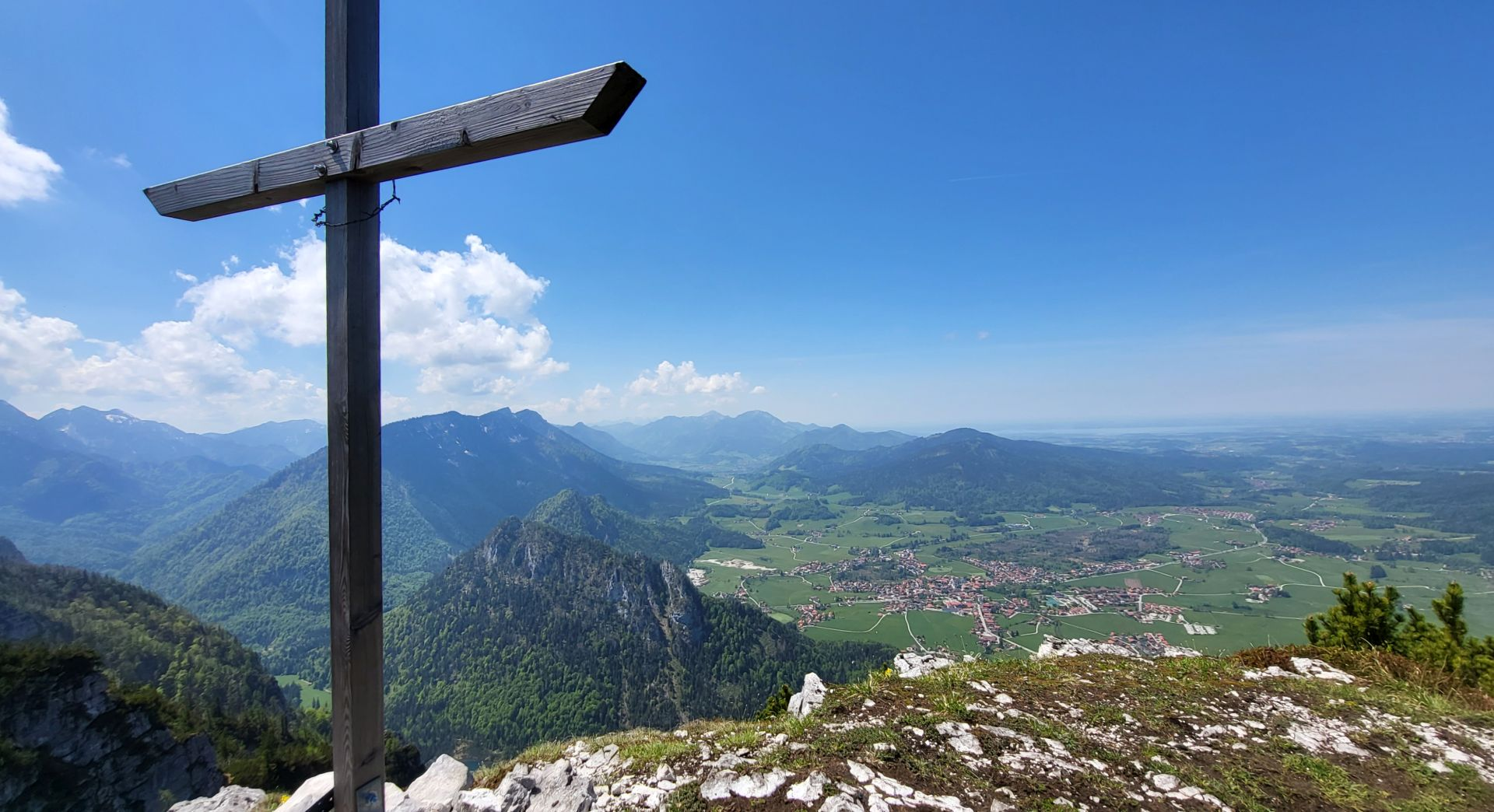
Nordgipfel, Blick über Inzell

Etwa 100 Meter nordnordöstlich des Gruberhörndls befindet sich ein etwas niedrigerer felsiger Gipfel, auf dem ebenfalls ein Gipfelkreuz errichtet wurde. Dieser nicht beschilderte, aber relativ leicht zu erwandernde Berg wird mitunter als Nordgipfel des Gruberhörndls beschrieben.